# Логістика НАТО в Афганській війні

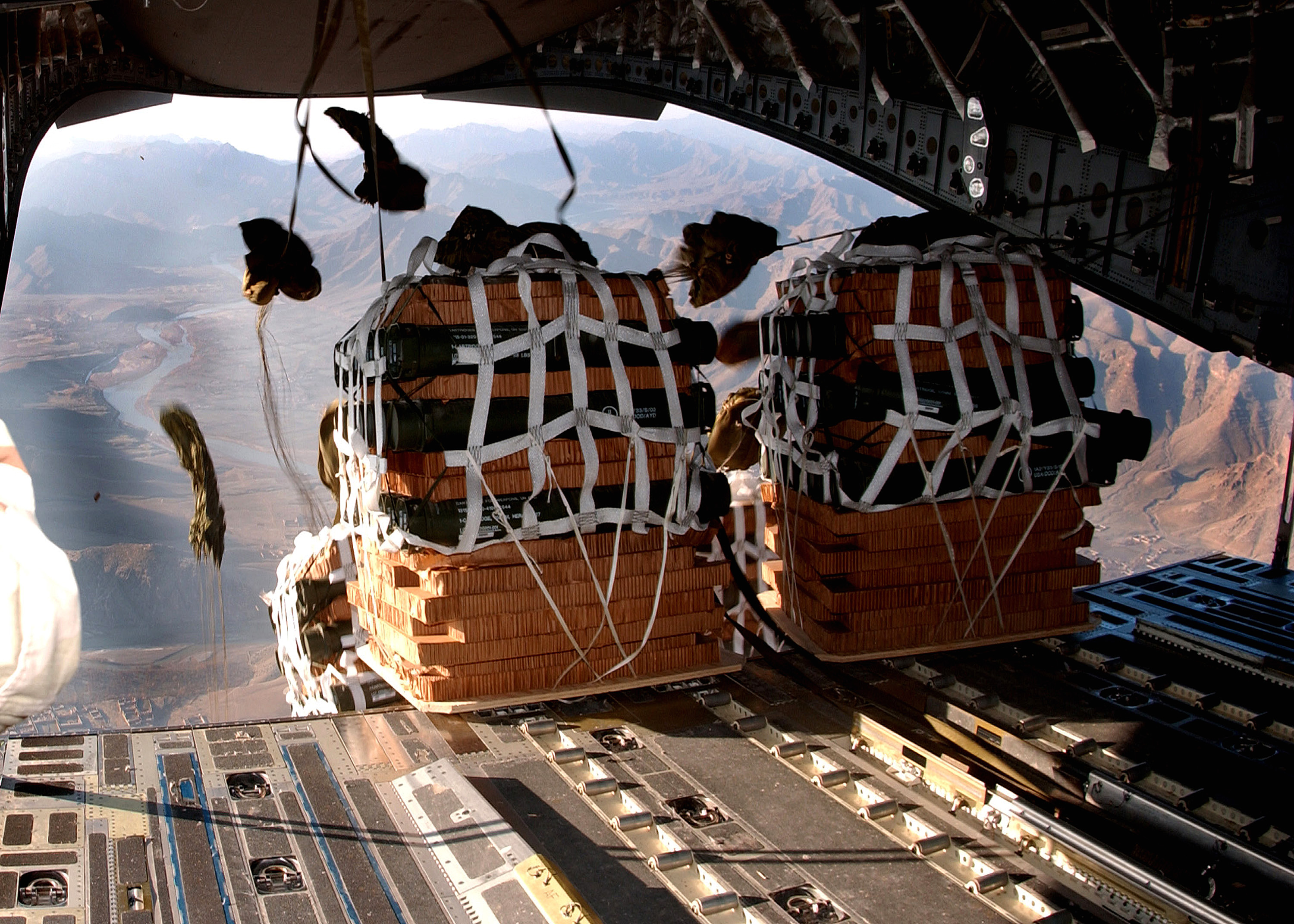
Палети з продовольством скидаються військовослужбовцям у віддаленому таборі в Афганістані. Повітряний транспорт є важливою частиною логістики НАТО в Афганістані.

Логістика НАТО в Афганській війні — зусилля Міжнародних сил сприяння безпеці НАТО з доставки палива, продовольства, обладнання та інших матеріально-технічних постачань до Афганістану під час війни в Афганістані (з 2001). Поставки здійснюються з використанням комбінації повітряного транспорту і низки сухопутних маршрутів. Є два шляхи, які проходять через Пакистан, а також кілька інших маршрутів, які проходять через Росію і країни Центральної Азії. Після атаки НАТО в Пакистані 2011 року пакистанські маршрути були закриті, але наступного року знову відкриті після вибачення держсекретара США Гілларі Клінтон за інцидент.

## Передумови
Оскільки Афганістан не має виходу до моря, поставки потрібно відправляти або суходолом через інші країни, або повітрям. Повітряна доставка занадто дорога, тому сили НАТО для доставки обладнання несмертельної дії, як правило, покладаються на наземні маршрути. Це переважно досягається або шляхом доставки товарів морським шляхом в пакистанський порт Карачі на півдні провінції Сінд, або відправленням їх через Росію і держави Центральної Азії.

## Повітряні маршрути
Усі боєприпаси — чи то боєприпаси для стрілецької зброї, чи то артилерійські снаряди, чи то ракети — транспортуються повітрям. Доставка повітрям коштує до десяти разів більше, ніж транспортування через Пакистан. Для того, щоб скоротити витрати, ці товари часто вирушають морем в порти Перської затоки, а потім повітрям до Афганістану. На початку війни поставки повітрям були третіми за масштабністю в історії, після Берлінського повітряного мосту і повітряних поставок 1990 року для війни в Перській затоці.

## Пакистанський маршрут

Карта, що показує маршрути поставок НАТО через територію Пакистану

З Пакистану є два шляхи до Афганістану (обидва були закриті в листопаді 2011 року після інциденту з блокпостом Салала і знову відкриті в липні 2012 року). Обидва маршрути починаються в Карачі, головному порту Пакистану в південній провінції Сінд, на Аравійському морі. Звідти один маршрут перетинає спочатку Хайберський прохід, потім кордон з Афганістаном у Торхамі і закінчується в Кабулі, що дозволяє здійснювати поставки до північного Афганістану. Довжина цього маршруту — приблизно 1600 кілометрів. Другий маршрут проходить через провінцію Белуджистан, перетинає кордон в Чамані та закінчується в Кандагарі, на півдні Афганістану.
НАТО використовувало ці маршрути для транспортування палива та інших поставок, крім зброї. До закриття маршрутів через Пакистан ними поставлялася більша частина палива для НАТО в Афганістані. 2007 року військові витрачали 575 тисяч галонів палива на день, і 80% цього палива надходило з пакистанських заводів. Ємність сховищ для палива на авіабазах в Баграмі і Кабулі була менше 3 мільйонів галонів, що робило НАТО сильно залежним від пакистанських маршрутів постачання. НАТО почало працювати над зменшенням цієї залежності, розширивши восени 2007 року сховище на авіабазі Баграм на ще 3 мільйони галонів. 2010 року у результаті погіршення американо-пакистанських відносин американські військові посилили зусилля з накопичення запасів і збільшення ємності сховищ.
Від початку їх використання пакистанські маршрути поставок виявилися ненадійними і вразливими для нападів з боку талібів. У результаті одного інциденту в 2008 році було знищено 42 нафтових танкери, а пізніше в тому ж році 300 бойовиків напали на завод в Пешаварі компанії Port World Logistics і підпалили 96 вантажівок та шість контейнерів.

### Тимчасове закриття маршрутів
У 2010 році Пакистан призупинив поставки НАТО до Афганістану на один тиждень — після того, як вертоліт НАТО вбив двох пакистанських солдатів в межах кордонів Пакистану. Інцидент повторився на пакистано-афганському кордоні 26 листопада 2011 року, коли було убито 24 пакистанських солдати. Пакистан заблокував обидва маршрути і розблокував тільки у липні 2012 року. Німецький бригадний генерал Карстен Якобзон незабаром після цього заявив, що коаліція має достатньо продовольства на складах для продовження роботи на невизначений термін, попри закриття маршрутів. НАТО почало більше користуватися Північною мережою поставок, і вже в лютому 2012 року 85% поставок палива для коаліції відправялися через північні маршрути.
На початку 2012 року був досягнутий прогрес у питанні відновлення пакистанських маршрутів. Пакистан дозволив використовувати його повітряний простір для перевезення швидкопсувних харчових продуктів. Після розгляду американо-пакистанських відносин та визначення того, що було необхідно для їх виправлення, пакистанський парламент у квітні 2012 року передав рішення про відкриття маршрутів на розгляд уряду. У зв'язку з прийдешніми виборами в Пакистані та поширеними антиамериканськими настроями в країні, уряд Пакистану не захотів відкривати маршрути і відклав своє рішення, доки США не виконає пакистанських вимог, викладених у парламентських рекомендаціях, таких як вибачення США за удар НАТО по пакистанському блокпосту в листопаді 2011 року, представлення відповідальних за удар перед правосуддям та припинення повітряних атак американських дронів.
Переговори між Пакистаном і Америкою провалилися в квітні 2012 року після того, як Пакистан не зміг отримати безперечних вибачень від Америки за удар по блокпосту. Білий дім відмовився приносити вибачення після того, як таліби 15 квітня 2012 року здійснили атаки у Кабулі та інших містах в Афганістані, які, за словами американських військових і розвідувальних служб, були направлені мережою Хаккані — групою, що діє з бази в Північному Вазірістані в племінному поясі Пакистану. Пакистанські посадовці заявили, що не можуть відкрити маршрути для НАТО без отримання вибачень. Зрештою Пакистан вирішив відкрити шляхи постачання після того, як держсекретар США Гілларі Клінтон вибачилась 3 липня 2012 року. Між США і Пакистаном 31 липня 2012 року було підписано угоду, що дозволила НАТО здійснювати поставки через Пакистан до кінця 2015 року — на один рік більше за термін виведення американських бойових сил.

## Північна мережа поставок
Крім Пакистану, Афганістан межує з Туркменістаном, Узбекистаном і Таджикистаном, через які існують альтернативні маршрути, що називають Північною мережою поставок. Однак ці маршрути довші і дорожчі, ніж пакистанські. Вони почали використовуватися у 2009 році через підвищення ризиків відправки поставок через Пакистан. 2011 року через Північну мережу поставок проходило 40% трафіку до Афганістану, в порівнянні з 30% через Пакистан. Після закриття пакистанських маршрутів в 2011 році, північна мережа стала основним засобом переміщення палива до Афганістану: в лютому 2012 року через неї транспортувалося 85% палива для коаліції.
Найбільш часто використовується маршрут, який є одним з найдовших: він починається в порту Риги (Латвія) на узбережжі Балтійського моря і продовжується на 5169 км поїздом на південь через Росію, використовуючи залізниці, побудовані Росією в 1980-ті роки для війни в Афганістані. Маршрут далі проходить через Казахстан і Узбекистан, де перетинає північний кордон Афганістану в Термезі. Щоб доставити поставки на південь країни, їх перевозять вантажівками через тунель Саланг, що проходить крізь гори Гіндукуш. Тунель Саланг, який є основною сполучною ланкою між північною і південною частинами Афганістану, має довжину 2,7 км і розташований на висоті 3,4 км. На цьому шляху часто падають лавини і він є досить небезпечним.
Інший, південніший маршрут, починається в Поті (Грузія) на Чорному морі і продовжується через Баку (Азербайджан), де продовольство вантажиться на баржі і переправляється через Каспійське море до Туркменістану, а потім вирушає залізницею через Узбекистан до кордону з Афганістаном. 2010 року цей маршрут займав третину трафіку Північної мережі поставок. Третій маршрут, створений для уникнення нестабільного Узбекистану, проходить з Казахстану до Киргизстану, а потім через Таджикистан до Термезу.